# 在外同胞援護会救療部

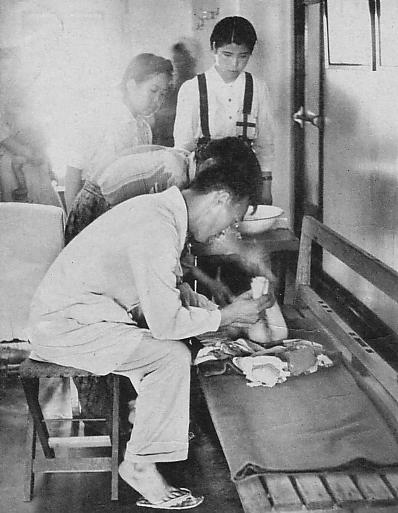
在外同胞援護会救療部の医師

在外同胞援護会救療部（ざいがいどうほうえんごかいきゅうりょうぶ）は、外務省の外郭団体である在外同胞援護会の一部局。

## 概要
終戦以来、避難民の診療に当たっていた京城帝国大学医学部グループを糾合する形で発足した。これに伴い、朝鮮京城府（現・ソウル特別市）にあった京城日本人世話会罹災民救済病院も救療部の施設となった。
救療部本部は福岡県福岡市の聖福寺に置かれ、引揚者の医療面でのサポートを実施した。

## 業務
- 医師や看護婦を引揚船に派遣
- 検疫
- 引揚待機者への医療物資援助
- 引揚者の治療

## 地方組織
- 京城支部
- 釜山支部
- 葫芦島支部
- 博多診療所
- 仙崎出張所
- 舞鶴出張所
- 広島出張所
- 唐津出張所
- 佐世保出張所